# Saint-Eutrope-de-Born
Saint-Eutrope-de-Born település Franciaországban, Lot-et-Garonne megyében. Lakosainak száma 683 fő (2022. január 1.). Saint-Eutrope-de-Born Boudy-de-Beauregard, Cancon, Laussou, Lougratte, Monflanquin, Montaut, Saint-Étienne-de-Villeréal és Villeréal községekkel határos.

## Népesség
A település népessége az elmúlt években az alábbi módon változott:
| Lakosok száma | 633  | 560  | 557  | 667  | 690  | 690  | 680  | 678  | 680  | 683  |
|               | 1968 | 1982 | 1990 | 2006 | 2013 | 2015 | 2017 | 2019 | 2020 | 2022 |